# Effet Ferranti
Pour les articles homonymes, voir Ferranti.
L’effet Ferranti désigne l'apparition d'une surtension lorsqu'une longue ligne électrique est alimentée à une extrémité et sans charge à l'autre extrémité. Il tire son nom de l'inventeur Sebastian Ziani de Ferranti.

## Expression mathématique et ordre de grandeur
En négligeant les pertes, cette surtension est donnée par :
{\displaystyle {\frac {Us}{Ue}}={\frac {1}{cos({\sqrt {LC}}\omega )}}}.
Pour des longueurs courtes de ligne (quelques centaines de km à 50 Hz), on peut aussi approximer par :
{\displaystyle {\frac {Us}{Ue}}={\frac {1}{1-{\frac {LC\omega ^{2}}{2}}}}}.
Avec L l'inductance totale de la ligne, C sa capacité totale, Us et Ue les tensions à l'extrémité ouverte et à l'entrée de la ligne et {\displaystyle \omega } la pulsation de la tension d'entrée, à savoir {\displaystyle 2\pi } fois la fréquence f.
| Longueur | Surtension |
| -------- | ---------- |
| 100 km   | 0,6 %      |
| 200 km   | 2,3 %      |
| 300 km   | 5,4 %      |
| 400 km   | 9,9 %      |

Ce phénomène peut sembler paradoxal : les lignes électriques sont habituellement connues pour leur « chute de tension » lorsqu'elles sont parcourues par un courant — mais lorsqu'elles ne sont parcourues par aucun courant, le phénomène est inversé : l'extrémité ouverte de la ligne est à un potentiel plus élevé que celle connectée au réseau.

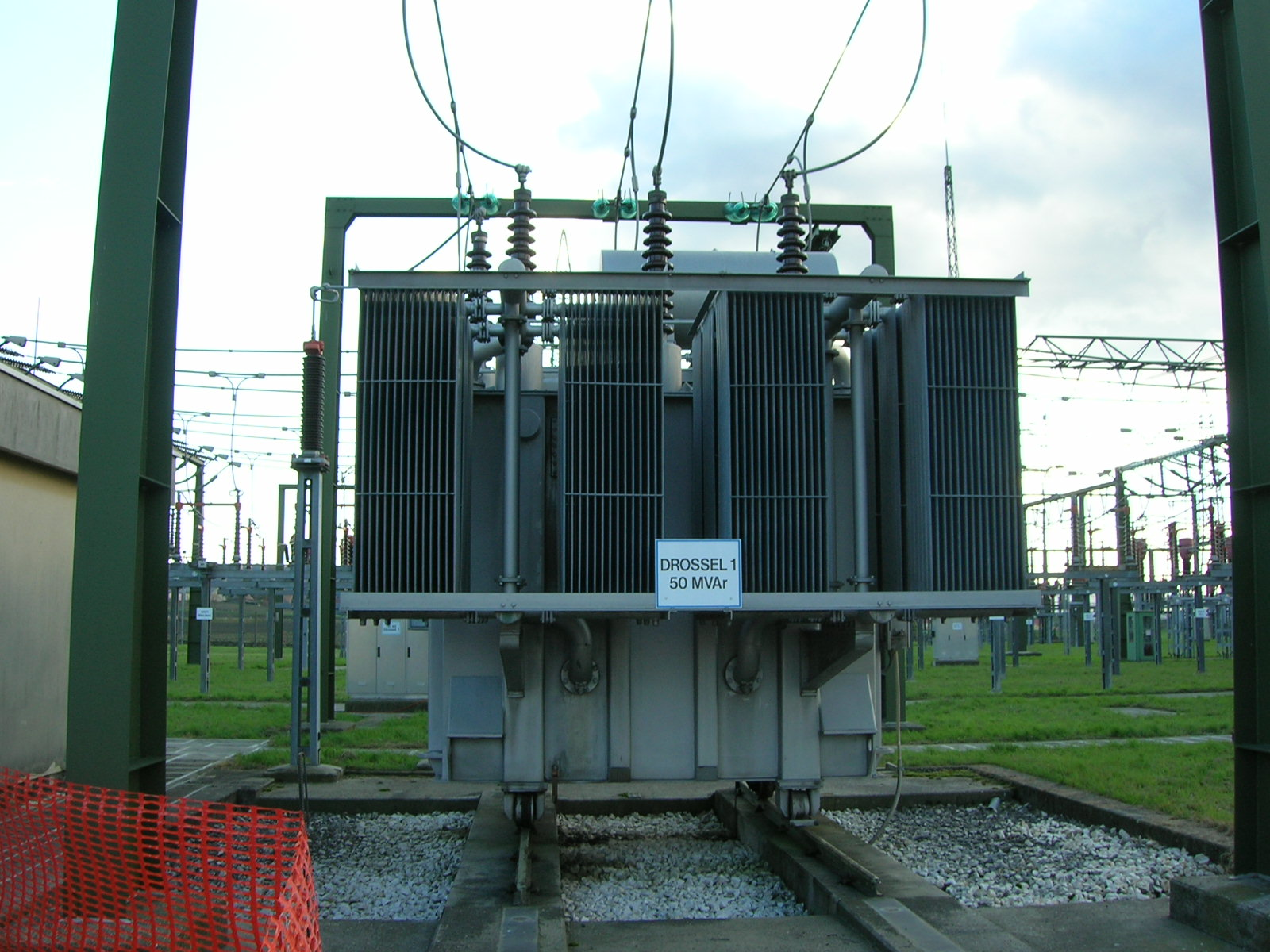
Réactance de compensation shunt 110 kV.

Ce phénomène est potentiellement très destructeur pour les équipements des réseaux. On utilise des réactances shunt pour s'en prémunir.

## Cas de laligne quart d'onde
En reprenant l'expression non approximée ci-dessus, on s'aperçoit que {\displaystyle Us/Ue} peut prendre une valeur infinie si {\displaystyle \omega ={\frac {\pi }{2{\sqrt {LC}}}}} ou encore {\displaystyle f={\frac {1}{4{\sqrt {LC}}}}}.
Si on note {\displaystyle L'} l'inductance par kilomètre de la ligne, {\displaystyle C'} sa capacité par kilomètre de la ligne, et {\displaystyle l} sa longueur, on s'aperçoit que {\displaystyle Us/Ue} est infini si {\displaystyle l={\frac {1}{4f{\sqrt {L'C'}}}}}.
On peut montrer que {\displaystyle {\frac {1}{\sqrt {L'C'}}}} est la vitesse de propagation de l'onde électrique sur une ligne et que cette vitesse est proche de la vitesse de la lumière c. 
On peut aussi écrire que {\displaystyle {\frac {1}{f{\sqrt {L'C'}}}}} correspond à la longueur d'onde de la propagation de l'onde électrique à la fréquence f. On obtient donc que l'effet Ferranti est infini si la longueur de la ligne est le quart de la longueur d'onde à la fréquence donnée, d'où l'expression de ligne quart d'onde.
Une application numérique en supposant que {\displaystyle {\frac {1}{\sqrt {L'C'}}}=c=} 300 000 km/s nous montre qu'une ligne dont la longueur serait de 1 500 km aurait un effet Ferranti infini à 50 Hz. En pratique un tel phénomène est fortement atténué par les pertes. Il n'en reste pas moins qu'une ligne d'une telle longueur nécessite l'utilisation de réactances shunt pour limiter les surtensions à un niveau raisonnable, typiquement {\displaystyle Us/Ue<1,05}.